# Moolgarda
Moolgarda is een geslacht van straalvinnige vissen uit de familie van harders (Mugilidae). Het geslacht is voor het eerst wetenschappelijk beschreven in 1945 door Whitley.

## Soorten
- Moolgarda pedaraki (Valenciennes, 1836)
- Moolgarda perusii (Valenciennes, 1836)
- Moolgarda cunnesius (Valenciennes, 1836)
- Moolgarda engeli (Bleeker, 1858)
- Moolgarda seheli (Forsskål, 1775)